# Limenitis calidosa
Limenitis calidosa är en fjärilsart som beskrevs av Moore 1858. Limenitis calidosa ingår i släktet Limenitis och familjen praktfjärilar. Inga underarter finns listade i Catalogue of Life.

## Bildgalleri

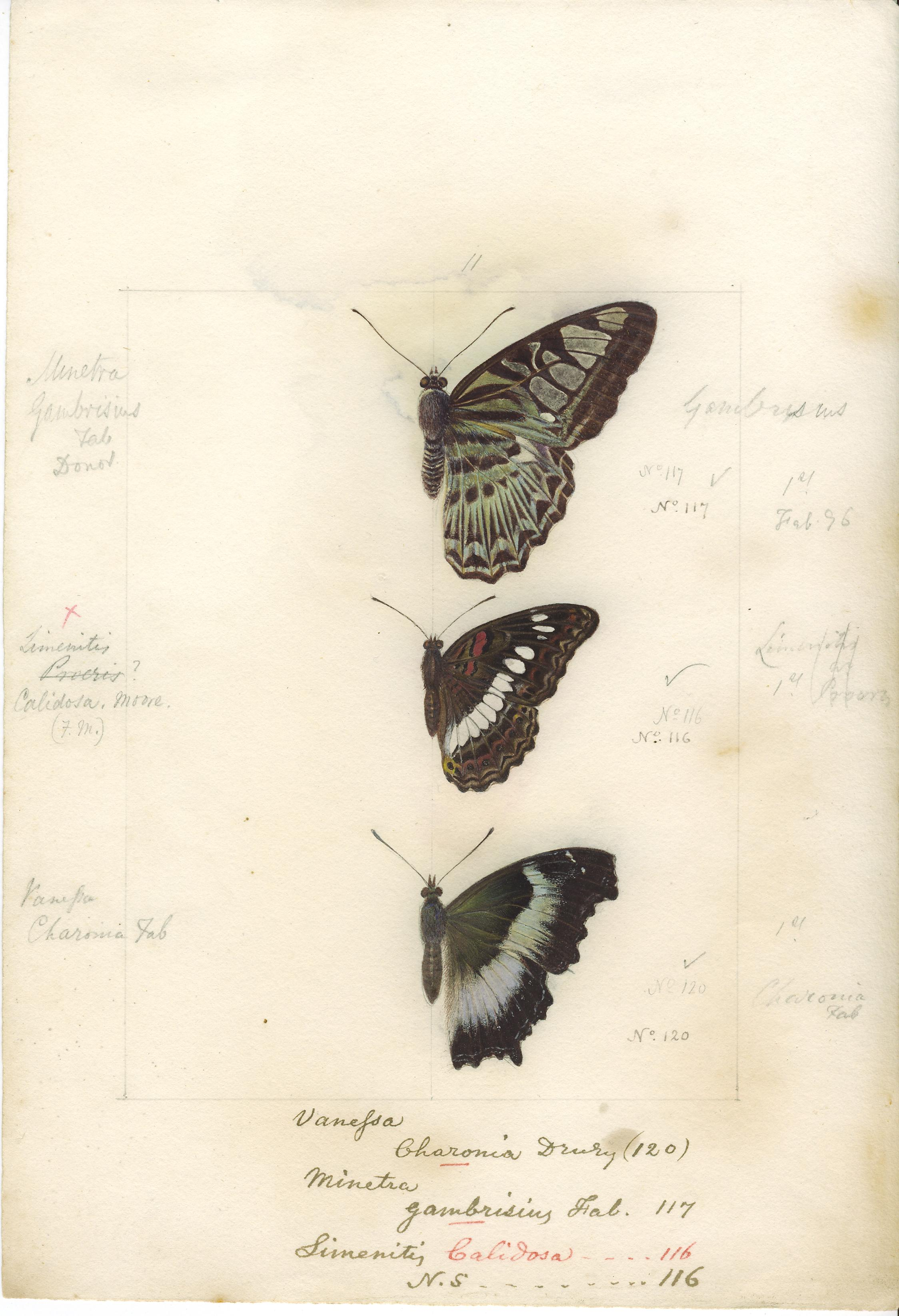